# زوج قاعدي

زوج قاعدي :تمثيل الرابطة أدينين-ثايمين.

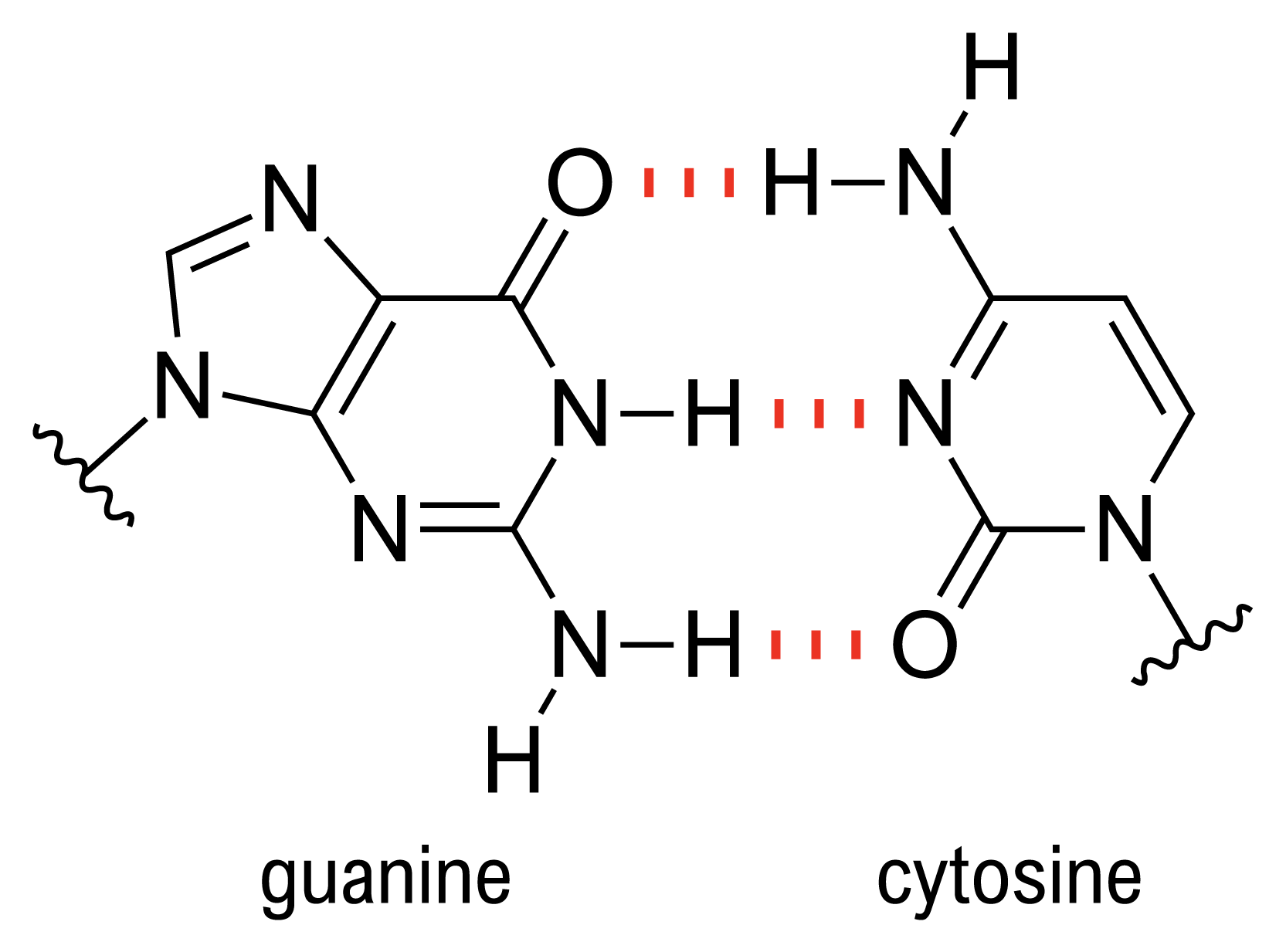
الزوج القاعدي GC والروابط الهيدروجينية بينهما.

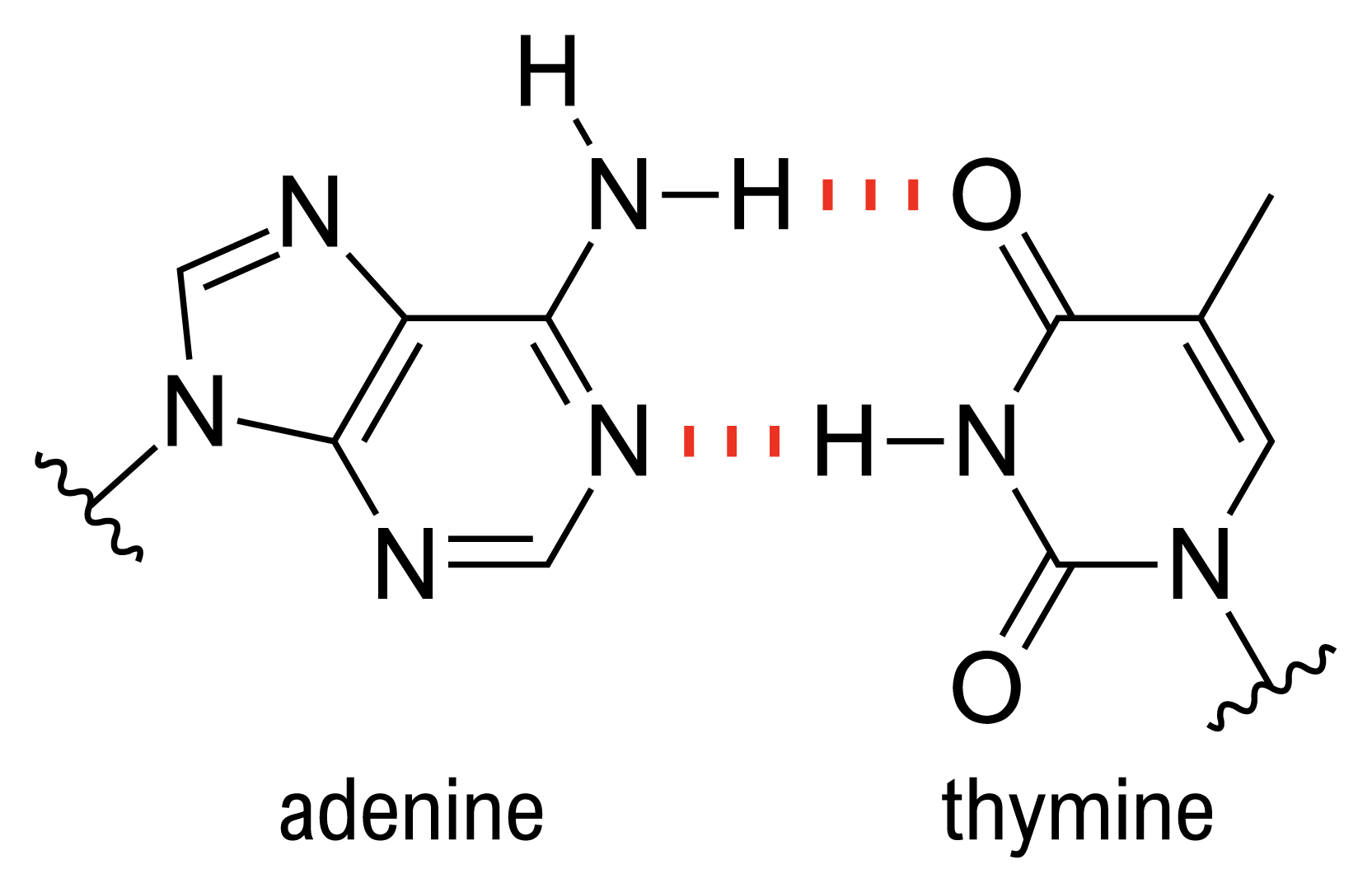
الزوج القاعدي AT والروابط الهيدروجينية بينهما.

الزوج القاعدي أو زوج من القواعد النتروجينية في علم الأحياء الجزيئي عبارة عن زوج من نوكليوتيدين متكاملين موجودين على طرفي سلسلة الحمض الريبي النووي منقوص الأكسجين DNA أو الحمض الريبي النووي RNA ومرتبطين ببعضهما برابطة هيدروجينية. ففي نموذج واطسون-كريكاللولبي للدنا يشكل الأدينين A زوجاً قاعدياً مع الثيمين T ؛ كما يشكل الغوانين G مع السيتوزين C زوجا قاعديا آخرا. الأزواج القاعدية تربط بين سلسلتي اللولب المزدوج للدنا DNA. أما في RNA فإن اليوراسيل U يحل محل الثيمين.
إن تتابع الأزواج القاعدية في الدنا هي التي تحمل الجينات وتشكل شفراتها، مثل حروف الكتابة التي تتكون منها كلمات وجمل وكتاب. فالجينات تحمل «كتاب الحياة»؛ الجينات تحمل أوصاف الجنين أو الطفل ولهذا تسمى مورثات. نصف المورثات يأتي من الأم في البويضة والنصف الآخر يأتي من الحيوان المنوي من الأب.
ولا يقتصر عمل الجينات على تشكيل أوصاف الطفل أو الإنسان المولود الجديد فقط، وتنظم نموه، بل أن بعض الجينات تنتج البروتين لنمو الجسم، وتنتج الإنزيمات والبروتينات التي تنظم عمل مختلف وظائف الأعضاء؛ كالكبد، والكلى، والجهاز الهضمي، وجهاز المناعة، وكل العمليات الحيوية التي تخص الكائن الحي. وبعض الجينات يتحكم في الوتيرة الزمنية للجسم في الإنسان والحيوان والنبات، مثل النوم ليلا، وأنشطة صيانة الأعضاء أثناء النوم أو حلول فترة البلوغ عند الفتيان والفتيات، التقدم في العمر، والبيات الشتوي لبعض الحيوانات ونموها وأعمارها، ونمو الأشجار وأنشطتها المختلفة ليلا ونهارا وأعمارها.

## كيلو قاعدة
'الكيلو قاعدة هي وحدة قياس في علم الأحياء الجزيئي تمثل طول 1000 زوج من القواعد في الدنا ثنائي السلسلة أو 1000 قاعدة في الرنا.
نسمي زوج القواعد كل نوكليوتيدتين متقابلتين في سلسلتي الدنا أو الرنا المتكاملتين عن طريق روابط هدروجينية.
إذا تخيلنا أن الدنا عبارة عن سلم مكون من ضلعين خشبيين ويشبكهما ببعضهما البعض درجات أو عارضات، فإن كل درجة تتكون من «زوج قواعد»، إما أدينين A مع ثيمين T ، أو غوانين G مع سيتوزين C.
مئات وأحيانا آلاف تلك المتوالية تكون جين معين، ينتج بروتين معين في الأحياء. الجينات هي الشفرة التي تنظم عمل الخلية الحية، وهي التي تعمل على نشأة الطفل من بويضة الأم بعد التحامها مع الحيوان المنوي للرجل. فهي تحمل مواصفات الأم والأب إلى الطفل ولهذا يسمى «الجين» أيضا «مورثة». وجميع ما يجري في الجسم من عمليات ووظائف فتتحكم فيها الجينات، النمو والبلوغ وتكوين الأعضاء والقيام بوظائف الأعضاء.

## أمثلة

نموذج لجزء من الدنا على شكل اللولب مزدوج : سلسلتين تربط بينهما أزواج قاعدية.

تمثل المتوالية التالية جزءا قصيرا من سلسلتي دنا.
```
A T C G A T
T A G C T A
```

ويلاحظ أن ضياع أحد القواعد من السلسلة يسهل تعويضه. فمثلا إذا فقد الغوانين G من السلسلة التحتية استعيض عنه بغوانين G ، فهو القاعدة الوحيدة المناسبة للترابط مع السيتوزين C المقابل. بالتالي يمكن للدنا أنتاج مثيل لنفسه. فإذا قمنا بشق السلسلتين بطولهما، واصبح كل «ضلع» منفرد فإن في استطاعته إنتاج الضلع الآخر بالكامل.
سلسلة الرنا المقابلة والتي يعوض فيها اليوراسيل بالثايمين.
```
A U C G A U
U A G C U A
```

## بعض المصطلحات
بينما يقاس طول الرنا بعدد ما يحتوه من نيوكليوتيد (nt)
أو قاعدة (b), فإن طول اللولب المزدوج المتمثل في الدنا يعين بعدد الأزواج القاعدية فيه، ويرمز لها بالرمز bp . وتستخدم المصطلحات التالية لتسهيل الكتابة:
- 1 kb = كيلو قاعدة (1000 نيوكليوتيد)
- 1 bp = زوج قاعدي
- 1 kbp = ألف زوج قاعدي (bp 1000)
- 1 Mbp = مليون زوج قاعدي (Mega bp)
- 1 Mb = مليون زوج قاعدي (Mega bp)

ويشكل عدد الأزواج القاعدية مقياس هام لكمية المعلومات المخزونة في الجين. ونظرا لأن أي من الأزواج القاعدية يمكن أن يتكون في أربعة أشكال، فإن 1 bp
يعادل المحتوى المعلوماتي لعدد 2 بت، أو 1 بيت في النظام الثنائي

## قياس الأطوال
تستعمل الوحدات التالية في التعبير عن أطوال جزيئات الدنا والرنا.
- زوج قواعد: زوج القواعد يبلغ طوله 4و3 Å من طول السلسلة.
- كيلو قاعدة: 1000 زوج قواعد (ويبلغ طولها 3.400 أنجستروم).
- ميجا قاعدة (مليون قاعدة): 1000.000 زوج قواعد.
- جيجا قاعدة (ألف مليون قاعدة): (109 قاعدة): 1000.000.000 زوج قواعد.

## اقرأ أيضا
- صبغي.
- نيوكليوتيد.
- التركيب اللولبي المزدوج.
- ترقيم الحمض النووي.
- قائمة الجينات البشرية.